# Leptomerinthoprora brevipennis
Leptomerinthoprora brevipennis är en insektsart som beskrevs av Rehn, J.A.G. 1905. Leptomerinthoprora brevipennis ingår i släktet Leptomerinthoprora och familjen gräshoppor. Inga underarter finns listade i Catalogue of Life.